# Tour de San Pancrazio (Ansedonia)
La tour de San Pancrazio (en italien, Torre di San Pancrazio) est une tour côtière située dans la commune d'Orbetello, sur le promontoire d'Ansedonia.

## Histoire
La tour a été construite au XVe siècle par la république de Sienne puis modernisée par les Espagnols pour renforcer le système de défense côtière de l'État des Présides.
La fortification avait des fonctions d'observation, de défense et d'attaque jusqu'au début du XIXe siècle, date à laquelle elle commença à être progressivement abandonnée à la suite de l'annexion de l'ensemble du territoire au grand-duché de Toscane. Au siècle dernier, la tour a été intégrée à un ensemble privé, aujourd'hui presque adossé à des constructions plus récentes.

## Description
La tour de San Pancrazio a une section circulaire, avec une puissante base de pierre. La porte d'accès est située en mezzanine, au-dessus du cordon de la base, et accessible par un escalier extérieur équipé d'un dernier pont-levis.
Les murs blanchis à la chaux ont quelques petites fenêtres qui s'ouvrent à différentes hauteurs, tandis que la partie supérieure n'a pas de couronnement au sommet